# Stomatopora
Stomatopora is een geslacht van mosdiertjes uit de familie van de Stomatoporidae en de orde Cyclostomatida.

## Soorten
- Stomatopora antarctica Waters, 1904
- Stomatopora compressa Packard, 1863
- Stomatopora dichotoma (d'Orbigny, 1839)  †
- Stomatopora eburnea (d'Orbigny, 1842)
- Stomatopora geminata MacGillivray, 1887
- Stomatopora gingrina Jullien, 1882
- Stomatopora granulata Milne Edwards, 1838
- Stomatopora minuta Kluge, 1946 (not Canu & Bassler, 1920)
- Stomatopora papillosa Brood, 1976
- Stomatopora rugosa Brood, 1976
- Stomatopora semierecta Jullien in Jullien & Calvet, 1903
- Stomatopora thalassae Harmelin, 1979
- Stomatopora trahens (Couch, 1841)

- Stomatopora hirsuta Calvet, 1902 (taxon inquirendum)
- Stomatopora reticulata Calvet, 1900 (taxon inquirendum)

Niet geaccepteerde soorten:
- Stomatopora calypsoides Jullien, 1883 → Jullienipora calypsoides (Jullien, 1882)
- Stomatopora corrugata Harmelin, 1979 → Plagioecia corrugata (Harmelin, 1979)
- Stomatopora divergens Waters, 1904 → Proboscina divergens (Waters, 1904)
- Stomatopora expansa Packard, 1863 → Tubulipora expansa (Packard, 1863)
- Stomatopora incrassata Smitt, 1867 → Proboscina incrassata Smitt, 1867
- Stomatopora johnstoni (Heller, 1867) → Entalophoroecia deflexa (Couch, 1842)
- Stomatopora major (Johnston, 1847) → Annectocyma major (Johnston, 1847)